# Wilhelm Silberkuhl
Wilhelm Johannes Silberkuhl (Castrop-Rauxel, 14 de agosto de 1912 – Bad Wiessee, 12 de junho de 1984) foi um arquiteto e engenheiro civil alemão.
Silberkuhl estudou arquitetura, engenharia de transporte e administração de empresas na Universidade de Hanôver. Fundou em 1954 um escritório de arquitetura e engenharia em Essen.
Obteve várias patentes, que administrou e comercializou na Normko (Normkonstruktionen und Statik), fundada em 1959. Sua patente mais conhecida foi a casca Silberkuhl ou sistema Silberkuhl, na forma de um paraboloide hiperbólico (patente 1956). Uma disputa de patente surgiu com Herbert Müller da Alemanha Oriental, que havia solicitado a patente da casca HP em 1954. Um acordo foi alcançado em 1961, quando Müller renunciou à sua patente na Alemanha Ocidental em troca de uma indenização.